# Tokushichi Mishima
Tokushichi Mishima (三島 徳七, Mishima Tokushichi), né le 24 février 1893 - décédé le 19 novembre 1975, est un métallurgiste japonais. Il a découvert en 1931 que l'aluminium restaure le magnétisme de l'acier au nickel non magnétique. Il est l'inventeur de l'acier MKM (en), substance magnétique extrêmement bon marché utilisée dans de nombreuses applications, également étroitement lié aux aimants modernes Alnico.
Il a été professeur à l'université impériale de Tokyo. 
À sa mort, ses restes ont été incinérés au cimetière de Tama à Tokyo. 
Il est listé comme l'un des « Dix grands inventeurs japonais » en 1985 par l'office des brevets du Japon.

## Honneurs
- Prix de l'Académie impériale (1945)
- Ordre de la Culture (1950)
- Médaille d'honneur avec cordon bleu (1950)
- Grand Cordon de l'ordre du Soleil levant (19 novembre 1975; à titre posthume)

## Source de la traduction
- (en) Cet article est partiellement ou en totalité issu de l’article de Wikipédia en anglais intitulé « Tokushichi Mishima » (voir la liste des auteurs).